# Контроль (Доктор Хаус)
«Контроль» (англ. Control)  — чотирнадцята серія першого сезону американського телесеріалу «Доктор Хаус». Прем'єра епізоду проходила на каналі FOX 15 березня 2005.
Гарну та успішну жінку паралізує під час наради. Таємниці, що вона приховує, змушують Хауса ризикнути ліцензією. Мільйонер Едвард Воглер стає членом правління після того, як пожертвував госпіталю 100 мільйонів доларів. Він хоче перетворити госпіталь на успішне комерційне підприємство, і перше, що йому не подобається, — дороге відділення діагностичної медицини. До клініки приходить хлопчик, батько якого онімів після операції на коліні.

## Сюжет
Під час презентації вольова 32-річна жінка, генеральний директор, починає страждати від головного болю та болю в ногах. Вона перериває зустріч, тому що більше не може рухати ногою, і повідомляє про це своєму асистенту. Вона просить асистента викликати її лікаря.
Хаус презентує цей випадок команді. У пацієнтки параліч і сильний біль у нозі, що не дозволяє нею рухатися. Кемерон відразу думає про інфаркт ноги, саме те захворювання, від якого страждав Хаус. Коли Кемерон починає бути наполегливою, Хаус розуміє, що вона читала книги про переговори. Хаус замовляє препарати для розрідження крові та аналізи.
Кадді зайнята тим, що представляє Едварда Воглера решті ради директорів. Він пожертвував 100 мільйонів доларів лікарні за умови, що він буде головою ради директорів, щоб мати право голосу щодо їх витрачання. Воглер розповідає історію про те, як він став мільярдером, його стосунки з батьком і як його батько став недієздатним через хворобу Альцгеймера. Він каже, що хоче допомогти вилікувати такі хвороби, як хвороба Альцгеймера та рак.
Чейз просить у пацієнтки її мобільний телефон, бо він заважає зробити рентген її ноги для ангіографії.
Воглер каже Кадді, що лікарнею слід керувати як бізнесом. Потім він бачить, як Хаус грає з йо-йо. Він починає розпитувати про нього і про те, чому він не носить лабораторний халат. Кадді запевняє Воглера, що Хаус хороший лікар.
Кадді йде до Хауса, щоб наказати йому одягнути лабораторний халат. Хаус каже Кадді, що Воглер зацікавлений лише у використанні пацієнтів лікарні для проведення клінічних випробувань. Кадді захищає таку практику, але Хаус зазначає, що вона несумісна з метою лікарні — оскільки за ними стоїть фармацевтична компанія, вони, ймовірно, будуть тиснути на пацієнтів, щоб вони взяли участь у клінічних випробуваннях. Кадді зазначає, що Хаус постійно допускає етичні помилки. Хаус дивується, чому ця конкретна етична помилка її не турбує.
Форман каже пацієнту, що вони не знайшли нічого поганого, і, швидше за все, це був тромб, який розсмоктався сам собою. Однак у пацієнтки починаються сильні болі.
Команда починає обговорювати Воглера. Потім вони повертаються до обговорення стану пацієнтки. Ангіограма, біопсія м'язів та інші тести були негативними. Кемерон повертається до використання своїх нових навичок ведення переговорів і переконує Хауса, що у пацієнта може бути рак.
Вілсон припускає рак кісток і обговорює плани Воглера провести клінічні випробування. Хаус вважає, що Воглер купив лікарню, щоб потрахатися. Хаус не турбується про Воглера (він пережив три попередні зміни адміністрації) і відхиляє пропозицію Вілсона одягнути лабораторний халат.
Хаус зустрічається з пацієнткою, яка зустрічається зі своїм помічником. Вона знає, що він онколог. Хаус думає, що це може бути рак товстої кишки, і пропонує їй зробити колоноскопію та каже їй, що це можна вилікувати. Від хвороби померла мати хворого. Вона відмовляється від тесту. Хаус пропонує натомість зробити КТ — дорожче, але менш інвазивне. Вона погоджується.
Однак віртуальна колоноскопія чиста. Вілсон і Хаус обговорюють небажання пацієнта проходити інтимні тести. Хаус переглядає ангіограму пацієнта, яка була чистою, але показує, що ліву стопу сканували двічі. Хаус дізнається, що Чейз не сам робив ангіограму, і розлючений помилкою. Він наказує повторити дослідження, цього разу Форману. Незважаючи на те, що життєво важливі функції пацієнтки в нормі, у неї починаються проблеми з диханням — зупиняється дихання через набряк легенів. Форман лікує набряк і надсилає зразок до лабораторії. Однак друга ангіограма також виявилася нормальною.
Хаус стирає дошку і починає перераховувати на дошці психологічні симптоми — приховування болю, контроль і сором. Він оглядає пацієнтку і знаходить на її тілі дрібні порізи. Він розуміє, що їй потрібна пересадка серця. Він йде до Вілсона, щоб сказати йому, але не може сказати Вілсону, чому їй потрібне нове серце, оскільки він входить до комітету з трансплантації. Команда приходить, щоб сказати Хаусу, який уже знає, що аналізи показують, що їй потрібна трансплантація, оскільки у неї серйозна застійна серцева недостатність.
Воглер починає розпитувати Кадді про відділ діагностичної медицини. Зазначає, що відділення приймає лише одного пацієнта на тиждень. Він запитує Кадді, чи вона колись спала з Хаусом. Вона відмовляється відповідати і каже Воглеру, що поважає Хауса і що він рятує одного пацієнта на тиждень. Воглер дивується, чому Хаус досі не носить лабораторний халат.
Хаус звертається до пацієнтки з приводу трансплантації та сперечається з тим, що вона ріже себе. Він розуміє, що вона хвора на булімію, але їй вдалося приховати звичайні фізичні ознаки хвороби, використовуючи блювотний засіб, іпекакуану, яка також спричиняє пошкодження м'язів, якщо її використовувати регулярно — біль у її нозі та пошкодження серця. Вона зізнається, що приймає його тричі на тиждень. Хаус каже їй, що він етично зобов'язаний розповісти комітету про її булімію, що означатиме, що вона не отримає нового серця. Однак він готовий збрехати про це, навіть якщо це ризикує його медичною ліцензією. Він хоче знати, чи хоче вона жити, тому що він не впевнений, чи важливе для неї її власне життя. Вона не дає йому піти й каже, що не хоче помирати.
Хаус йде до комісії та повідомляє їм, що у неї серйозна застійна серцева недостатність. Хаус каже, що включив її в список трансплантації, тому що у нього було передчуття ще до тестів. Кадді скептично ставиться до «передчуття», але сам Хаус підтримує алібі. Воглер бере участь у зустрічі. Хаус заперечує, що є будь-які причини відмовити їй у трансплантації. Кадді попереджає його про введення комісії в оману та прямо запитує, чи є щось, що може дискваліфікувати пацієнта. Хаус все ще заперечує те, що пацієнту слід позбавити права отримати нове серце.
Вілсон запитує Хауса, чи він збрехав. Хаус запитує Вілсона, чому він голосував за трансплантацію, якщо думав, що Хаус бреше. Трансплантація призначається пацієнтці.
Команда обговорює, що Хаус зробить із Чейзом за те, що він зіпсував ангіограму. Він дивується, чому Хаус знав, що пацієнту потрібна трансплантація ще до тестів, і чому він не зловтішається тим, що знову перемагає їх. Чейз починає переглядати речі пацієнта та знаходить іпекакуану.
Хаус каже Кемерону, що він хоче, щоб Чейз налякався звільнення, але не збирається його звільняти. Кемерон не відстає від навичок ведення переговорів, поки Хаус не каже їй, що вона всім подобається і вони не відкидають її лише через її стать і зовнішність. Вона запитує Хауса, чи подобається вона йому, але він заперечує, що подобається.
Трансплантація пройшла успішно. Хаус приносить пацієнтці смажену курку. Вона запитує, чому він боровся за неї. Хаус просто каже, що вона його пацієнтка. Він також каже їй не псувати це.
Воглер приходить до Хауса, який слухає та насолоджується піснею «Baba O'Riley» групи The Who. Воглер вимикає музику. Він розповідає Хаусу, що медсестра знайшла іпекакуану, і Хаус виглядає шокованим. Хаус зазначає, що вони не будуть подобатися один одному, але хоча у Воглера є гроші, Хаус має талант, а Кадді та Вілсон його підтримують. Потім він починає грати «Hava Nagila», обриваючи її, коли розуміє, що це недостатньо драматично. Воглер робить висновок, що він може позбутися Кадді або Вілсона.

## Остаточний діагноз в серії
Остаточний діагноз — Застійна серцева недостатність через булімію та регулярне вживання блювотного кореня.